# Camelina
Camelina es un género de angiospermas perteneciente a la familia de las crucíferas. Comprende especies del norte de Europa y Asia central. Una de las especies, Camelina sativa, tiene un gran potencial como biodiésel.
Comprende 54 especies descritas y de estas, solo 8 aceptadas.

## Descripción
Son hierbas anuales o bienales, erectas, ramificadas en su mayoría desde la base, glabras o pilosas con pelos simples o ramificados, estrellados. Hojas basales oblongo-lanceoladas, sésiles; las hojas caulinarias  sagitadas-amplexicaules. Las inflorescencias en racimos ebracteados, un poco laxos en la fruta. Flores pequeñas, blancas, crema o amarillo; con pedicelos filiformes. Los frutos en silicuas elípticas, obovadas o piriformes, ampliamente tabicadas, biloculares, dehiscentes;  semillas ovoides, biseriadas, mucilaginosa cuando está mojado.

## Taxonomía
El género fue descrito por Heinrich J.N. Crantz y publicado en Stirpium Austriarum Fasciculus 1: 17. 1762.

## Especies aceptadas
A continuación se brinda un listado de las especies del género Camelina aceptadas hasta julio de 2014, ordenadas alfabéticamente. Para cada una se indica el nombre binomial seguido del autor, abreviado según las convenciones y usos.	 
- Camelina alyssum (Mill.) Thell.
- Camelina anomala Boiss. & Hausskn.
- Camelina hispida Boiss.
- Camelina laxa C.A.Mey.
- Camelina macrocarpa Wierzb. ex Reichenb.
- Camelina microcarpa Andrz. ex DC.
- Camelina rumelica Velen.
- Camelina sativa (L.) Crantz